# International Journal of Cosmetic Science
Das International Journal of Cosmetic Science, abgekürzt Int. J. Cosmetic Sci., ist eine wissenschaftliche Fachzeitschrift, die vom Wiley-Blackwell-Verlag im Auftrag der Society of Cosmetic Scientists und der Société Française de Cosmetologie veröffentlicht wird. Die Zeitschrift erscheint mit sechs Ausgaben im Jahr. Es werden Arbeiten veröffentlicht, die sich mit der Forschung an kosmetischen Mitteln beschäftigen.
Der Impact Factor lag im Jahr 2014 bei 1,377. Nach der Statistik des ISI Web of Knowledge wird das Journal mit diesem Impact Factor in der Kategorie Dermatologie an 36. Stelle von 63 Zeitschriften geführt.